# Салемакерс, Алексис
Але́ксис Йе́ссе Салема́керс (нидерл. Alexis Jesse Saelemaekers; род. 27 июня 1999, Беркем-Сент-Агат) — бельгийский футболист, полузащитник клуба «Милан» и сборной Бельгии.

## Клубная карьера
Салемакерс является воспитанником академии «Андерлехта». С сезона 2017/18 привлекался к тренировкам с основной командой. 16 февраля 2018 года дебютировал в Лиге Жюпиле в поединке против «Сент-Трюйдена», выйдя на замену на 74-й минуте вместо Александру Кипчу.
Всего в дебютном сезоне провёл 11 встреч, став игроком стартового состава. 8 июня 2018 года подписал с «Андерлехтом» четырёхлетний контракт.
31 января 2020 года полузащитник перешёл в «Милан» на правах аренды с опцией выкупа, которой «россонери» в итоге воспользовались.
30 августа 2023 года полузащитник перешёл в «Болонью» на правах аренды с опцией выкупа.

## Карьера в сборной
Выступал за сборную Бельгии до 19 лет и до 21 года.
Осенью 2020 года Алексис получил свой первый вызов во взрослую сборную Бельгии. Свой первый гол за сборную забил 5 сентября 2021 года в матче отборочного турнира к чемпионату мира 2022 года против сборной Чехии, отличившись на 65-й минуте игры.

## Статистика

### Клубная статистика
| Клуб             | Сезон            | Чемпионат        | Чемпионат | Чемпионат | Национальный кубок | Национальный кубок | Еврокубки | Еврокубки | Другие | Другие | Всего | Всего |
| Клуб             | Сезон            | Лига             | Игры      | Голы      | Игры               | Голы               | Игры      | Голы      | Игры   | Голы   | Игры  | Голы  |
| ---------------- | ---------------- | ---------------- | --------- | --------- | ------------------ | ------------------ | --------- | --------- | ------ | ------ | ----- | ----- |
| Андерлехт        | 2017/18          | Лига Жюпилер     | 11        | 0         | 0                  | 0                  | 0         | 0         | —      | —      | 11    | 0     |
| Андерлехт        | 2018/19          | Лига Жюпилер     | 30        | 0         | 1                  | 0                  | 3         | 0         | —      | —      | 34    | 0     |
| Андерлехт        | 2019/20          | Лига Жюпилер     | 16        | 2         | 3                  | 0                  | —         | —         | —      | —      | 19    | 2     |
| Андерлехт        | Всего            | Всего            | 57        | 2         | 4                  | 0                  | 3         | 0         | —      | —      | 64    | 2     |
| → Милан          | 2019/20          | Серия А          | 13        | 1         | 2                  | 0                  | —         | —         | —      | —      | 15    | 1     |
| Милан            | 2020/21          | Серия А          | 32        | 2         | 1                  | 0                  | 7         | 1         | —      | —      | 40    | 3     |
| Милан            | 2021/22          | Серия А          | 19        | 1         | 0                  | 0                  | 6         | 0         | —      | —      | 25    | 1     |
| Милан            | Всего            | Всего            | 64        | 4         | 3                  | 0                  | 13        | 1         | —      | —      | 80    | 5     |
| Всего за карьеру | Всего за карьеру | Всего за карьеру | 121       | 6         | 7                  | 0                  | 16        | 1         | 0      | 0      | 144   | 7     |

### Статистика за сборную
| Сборная | Год  | Игры | Голы |
| ------- | ---- | ---- | ---- |
| Бельгия | 2020 | 1    | 0    |
| Бельгия | 2021 | 6    | 1    |
| Итог    | Итог | 7    | 1    |

| №  | Дата            | Стадион                                   | Соперник | Гол | Результат | Соревнование                                                 |
| -- | --------------- | ----------------------------------------- | -------- | --- | --------- | ------------------------------------------------------------ |
| 1. | 5 сентября 2021 | Стадион короля Бодуэна, Брюссель, Бельгия | Чехия    | 3-0 | 3-0       | Чемпионат мира по футболу 2022 (отборочный турнир, группа E) |

## Достижения
«Милан»
- Чемпион Италии: 2021/22